# Nothing Is Easy: Live at the Isle of Wight 1970
Nothing Is Easy: Live at the Isle of Wight 1970 es el sexto álbum en vivo de la banda de rock progresivo Jethro Tull, editado en 2004.
Recoge una histórica actuación en directo del grupo grabada en el quinto y último día del Festival de la Isla de Wight, en 1970, donde los Tull actuaron entre The Moody Blues y Jimi Hendrix.
El álbum pirata By a Benefit of Wight (2002) recoge también dicha actuación.

## Lista de temas
| #  | Título                                     | Autor                                  | Interpretaciones | Tiempo |
| -- | ------------------------------------------ | -------------------------------------- | ---------------- | ------ |
| 1. | "My Sunday Feeling"                        | (Ian Anderson)                         |                  | 5:20   |
| 2. | "My God"                                   | (Ian Anderson)                         |                  | 7:31   |
| 3. | "With You There to Help Me"                | (Ian Anderson)                         |                  | 9:58   |
| 4. | "To Cry You a Song"                        | (Ian Anderson)                         |                  | 5:40   |
| 5. | "Bourée"                                   | (Johann Sebastian Bach / Ian Anderson) |                  | 4:34   |
| 6. | "Dharma for One"                           | (Ian Anderson/Clive Bunker)            |                  | 10:10  |
| 7. | "Nothing Is Easy"                          | (Ian Anderson)                         |                  | 5:36   |
| 8. | "We Used to Know / For a Thousand Mothers" | (Ian Anderson)                         |                  | 10:36  |

## Intérpretes
- Ian Anderson: guitarra acústica, flauta y voz.
- Martin Barre: guitarras.
- Clive Bunker: batería.
- Glenn Cornick: bajo.
- John Evan: teclados.

## DVD
Igual que Living with the Past, este álbum se publicó tanto en CD como en DVD.
El DVD se lanzó el 22 de marzo de 2005 y contiene muchas de las canciones del CD:
| #  | Título                | Autor          | Interpretaciones |
| -- | --------------------- | -------------- | ---------------- |
| 1. | "My Sunday Feeling"   | (Ian Anderson) |                  |
| 2. | "A Song for Jeffrey". | (Ian Anderson) |                  |
| 3. | "My God"              | (Ian Anderson) |                  |
| 4. | "Dharma for One"      | (Ian Anderson) |                  |
| 5. | "Nothing Is Easy"     | (Ian Anderson) |                  |

No se incluyeron ni "With You There to Help Me" ni "To Cry You a Song".